# 蓋勒尤卜
蓋勒尤卜是埃及的城鎮，由蓋盧比尤省負責管轄，位於該國東北部尼羅河三角洲南部，面積1,158平方公里，海拔高度7米，2006年人口108,860。2006年8月，該鎮發生大型鐵路意外，造成58人死亡。
30°11′59″N 31°12′19″E / 30.19972°N 31.20528°E